# Габріель Кастельйон
Габріель Кастельйон (ісп. Gabriel Castellón, нар. 8 вересня 1993, Вальпараїсо) — чилійський футболіст, воротар клубу «Універсідад де Чилі».

## Ігрова кар'єра
У дорослому футболі дебютував 2013 року виступами за команду «Сантьяго Вондерерз», в якій провів шість сезонів, взявши участь у 62 матчах чемпіонату. 2017 року ставав у її складі володарем Кубка Чилі.
Згодом з 2019 по 2023 рік грав за «Уачипато». 2023 року допоміг команді стати чемпіоном Чилі.
2024 року став гравцем «Універсідад де Чилі».

## Кар'єра у збірній
Викликався до лав національної збірної Чилі, у складі якої, утім, розглядався лише як один із дублерів Клаудіо Браво і у жодній офіційній грі на поле не виходив. Був у заявці збірної на розіграш Кубка Америки 2021 року у Бразилії.

## Титули та досягнення
- Чемпіон Чилі (1):

«Уачипато»: 2023
- Володар Кубка Чилі (2):

«Сантьяго Вондерерз»: 2017
«Універсідад де Чилі»: 2024